# Synnotum aegyptiacum
Synnotum aegyptiacum is een mosdiertjessoort uit de familie van de Epistomiidae. De wetenschappelijke naam van de soort is, als Loricaria aegyptiaca, voor het eerst geldig gepubliceerd in 1826 door Jean Victor Audouin.